# Countdown to Zero
Countdown to Zero ist ein US-amerikanischer Dokumentarfilm von Lucy Walker, der die veränderte Bedrohung durch Nuklearwaffen seit dem Ende des Kalten Krieges thematisiert. Er plädiert für die weltweite Abschaffung von atomaren Waffen.

## Inhalt
Countdown to Zero besteht unter anderem aus Interviews mit führenden Wissenschaftlern und Sicherheitsexperten sowie ehemaligen und aktuellen Spitzenpolitikern. Neben der Darstellung der aktuellen Lage geht der Film darauf ein, wie knapp in der Vergangenheit ein Nuklearkrieg verhindert wurde und wie leicht er hätte ausbrechen können. Mit Szenarien führt er dem Zuschauer die mögliche Wirkung von atomaren Waffen vor Augen.
Im Abspann werden die Zuschauer auf Webseiten von Organisationen und Initiativen wie z. B. Global Zero aufmerksam gemacht, die für Petitionen und Geldspenden werben.

## Idee und Produktion
Die Idee zum Film entstand nach der Nobelpreisverleihung 2007 an Al Gore im Gefolge des ebenfalls von Lawrence Bender produzierten Films Eine unbequeme Wahrheit. Die Produzenten fragten sich, welche weiteren Themen neben der Klimaerwärmung einer globalen Aufmerksamkeit für eine verstärkte diplomatische Anstrengung zur Lösung der zugrundeliegenden Probleme bedürfen. Die Möglichkeit, Hunger und Armut in der Welt zu thematisieren wurde zugunsten der Gefahr eines Nuklearkriegs fallengelassen.

## Veröffentlichung und Kritik
Neben dem Sundance Film Festival ging der Film im Mai 2010 auch in Cannes an den Start. Ab dem 23. Juli 2010 war der Film dann zunächst in ausgewählten Kinos in den USA zu sehen.
Eine in der Frankfurter Rundschau publizierte Kritik attestiert dem Film, dass er nicht weniger überzeugend sei als Eine unbequeme Wahrheit. Die große Gefahr sehe der Film klar bei der unkontrollierten Verbreitung von Nuklearwaffen an Staaten und andere Akteure, die bisher noch nicht in ihrem Besitz waren („Proliferation“), zumal die den Kalten Krieg dominierenden Supermächte im Rahmen der Abrüstung ihre Arsenale schon verkleinert hätten. Die Regisseurin erreiche mit ihrer Darstellung der Lage einen Schockeffekt, der noch verstärkt werde durch genaue Ausführungen der Auswirkungen, den eine schmutzige Bombe in einer Großstadt wie New York hätte. Insgesamt „rüttelt (der Film) den Betrachter mit Macht aus dem Irrglauben auf, dass es seit dem Ende des Kalten Krieges keine Gefahr einer nuklearen Katastrophe mehr gibt.“